# ديمتري غريغوروفيتش
ديمتري فاسيليفيتش غريغوروفيتش (بالروسية: Дми́трий Васи́льевич Григоро́вич) هوَ روائي وكاتبٌ روسي، وُلِدَ في 31 مارس 1822 في أوليانوفسك وتوفّي في سانت بطرسبرغ في 3 يناير 1900. عُرِفَ لتأليفه روايَتين هُما البلدة وانطون جورميكا. واعتُبِرَ أوّل الكُتّاب الروس الذين تناولوا تصوير الحياة الواقعية في الأرياف الروسية وإدانة نظام العبودية.

## حياته

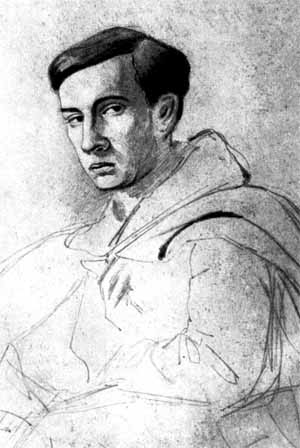
لوحة لـ غريفوروفيتش أوائل عقد أربعينيات القرن التاسع عشر.

وُلِدَ ديمتري غريغوروفيتش في سيمبيرسك لعائلة نبيلة. كان والِده الروسي جُندِيّ هوصار متقاعِد، ووالدته الفرنسية سيدونيا دي فارمونت كانب ابنةً لرجل يتبع الملكيّة أعُدِم بالمقصلة في عهد الإرهاب. فقد ديمتري والده في سِنّ صغير، فتربّى على يد والدته وجدّته اللتين تتحدثان الفرنسيّة. ليَصِل لسنّ الثامنة ليواجه صعوباتٍ في تعلّم الروسية. في عام 1832 انتَقل ديمتري إلى مدرسةٍ داخليّة في موسكو. وفي عام 1835، التَحق بمعهد الهندسة العسكريّة حيثُ تعرّف على فيودور دوستويفسكي الذي حبّبه بالأدب. وفي عام 1840 ترك المعهد والتحق بالأكاديمية الإمبراطورية للفنون حيث تعرّف هناك على تاراس شيفتشينكو الذي صار صديقه المُقرّب. كما التقى في أحد استوديوهات الأكاديمية بـ نيكولاي نيكراسوف.

### وفاته

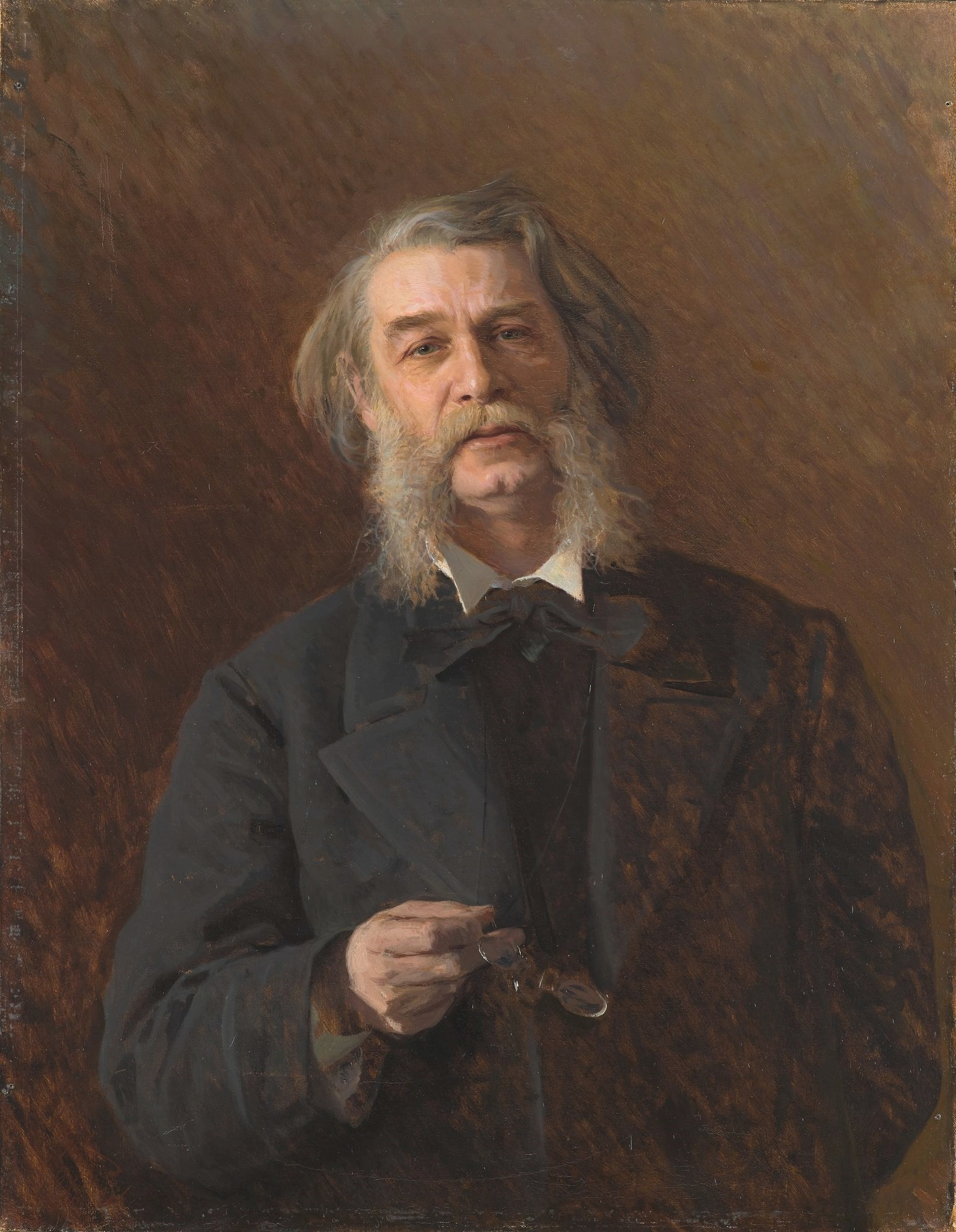
لوحة لـ غريغوروفيتش رسمها إيفان كرامسكوي عام 1876.

في عام 1862 سافر غريغوروفيتش إلى لندن لدراسة الفنون الجميلة الإنجليزية في المعرض الدولي المُقام 1862، فضلاً عن زيارته لمعارض أخرى. في عام 1863 نشرت مجلة الرسول الروسي سرد دراساته التي حملت عنوان لوحات للفنانين الإنجليز في معرض لندن 1862. وقد كان يحب خصوصًا أعمال وليام هولمان هانت.
في عام 1864 انتخب غريغوروفيتش ليكون أمين الجمعية الروسية لتشجيع الفنانين وبقي في المنصب لمدة عشرين عاماً، وقام بالكثير لتحسين التعليم الفني في جميع أنحاء البلاد. وكان متحف تاريخ الفن الذي نظمه في الجمعية من الأفضل في أوروبا من نوعها. وقام بجمع أفضل المعلمين من انحاء روسيا في مدرسة الرسم التابعة للجمعية، وأكّد عليهم عقد المعارض والمسابقات بانتظام، وحصول الفائزين على منحة من الجمعية. وكان غريغوروفيتش أول من اكتشف ودعم الفنانين الشهيرين فيودور فاسيليف وإيليا ريبين.
توفي ديمتري فاسيليفيتش غريغوروفيتش في سانت بطرسبرغ في 3 يناير 1900. ودُفِنَ في مقبرة فولكوفو.